# Eileen Grayová
Eileen Grayová, rodným jménem Kathleen Eileen Moray Smithová (9. srpna 1878 Enniscorthy – 31. října 1976 Paříž), byla irská výtvarnice, designérka a architektka.
Vystudovala výtvarné umění na Slade School v Londýně (1898–1902). Poté se přestěhovala do Paříže a začala se zde věnovat zejména navrhování nábytku, k nejznámějším patří její pohovka Piroga nebo židle Bibendum. V roce 1922 otevřela v Paříži Galerii Jean Désert. Zde podporovala kubistické malíře a funkcionalistické architekty. Ve svých pracích nejprve preferovala zdobnost, později se přiklonila ke strohému modernismu, mj. pod vlivem svého manžela, rumunského architekta Jeana Badoviciho. Společně navrhli a postavili unikátní, vzorově funkcionalistickou vilu v Roquebrune-Cap-Martin na francouzské Riviéře. Hlásila se k bisexualitě.